# 高槻中学校・高等学校
高槻中学校・高等学校（たかつきちゅうがっこう・こうとうがっこう）は、大阪府高槻市沢良木町に所在し、中高一貫教育を提供する私立中学校・高等学校。
高等学校において、生徒を募集しない完全中高一貫校。

## 概要
大阪府高槻市には、戦前公立旧制中学校がなく、住民の熱意に応える形で、大阪高等医学専門学校（現：大阪医科薬科大学）理事長の藤堂献三が、高槻市長の礒村弥右衛門、京阪電気鉄道支配人の牲川角之助の出資を元に旧制高槻中学校を設立。初代校長には旧制灘中学校教頭であった吉川昇を迎えた。1951年に府立高校（大阪府立島上高等学校、現在は統合により大阪府立槻の木高等学校）が設立される際は、市から何度も改称を要請されたが、丁重に断ったという。
1947年に新制高槻中学校を併設し、1948年に新制高槻高等学校となった。
裕福でなくても通えるように、切り詰められるところは切り詰めて学費を安くし、公表している学費以外に寄付は募らない明朗な経営を行っている。
少子化や公立高校の大胆な教育改革に背景に、2004年、高校募集を停止し、完全中高一貫校となる。2017年より女子学生を受け入れ、男女共学となった。
この間に、経営強化のため、2014年、学校法人高槻高等学校は学校法人大阪医科大学と法人合併し、2016年、学校法人大阪薬科大学と合併し、経営母体は学校法人大阪医科薬科大学となっている。この結果、高槻中学・高校は大阪医科薬科大学との高大連携の教育活動も展開している。
2014年、3コース制 (GL/GS/GA) となる。本校の歴代の理事長は同一法人の大阪医科薬科大学の学長・理事長経験者が務める。2011年度から同大学での体験授業ならびに実習が本校生徒向けに行われている。
2017年3月に南棟、2018年8月に新図書館、アクティブラーニングコモンズおよび講堂（コナコピアホール）が完成、2020年春に新本館が完成した。

## 沿革
大阪府北部の北摂地域に中学校設置を求める地元の父母からの教育要望を受け、大阪高等医学専門学校（現：大阪医科薬科大学）理事長の藤堂献三によって1940年10月、京阪電気鉄道や地元の名士など多数の有志の協力を得て、三島郡高槻町大字西天川に旧制高槻中学校が創設された。
初代校長には当時灘中学校教頭であった吉川昇を迎え、1941年4月、磐手尋常小学校（現：高槻市立磐手小学校）の校舎の一部を借用し、学舎として歩み始めた。吉川は、校訓として「真面目に、強く、上品に」を提唱し、私立進学校としてその地歩を固めてきた。
教育環境の整備に努め、1980年高校校舎、1982年管理校舎、1984年藤堂記念体育館・武道館、1985年クラブ室を増改築、1992年第二体育館（卓球場）新築、1993年全教室に冷暖房設備を施し、2000年中学新校舎が完成、さらに2002年に図書館を増改築して図書・総合教育センターを新設している。

### 年表
- 1940年（昭和15年）10月16日 - 創立
- 1941年（昭和16年）4月 - 旧制高槻中学校開校。吉川昇初代校長に就任
- 1948年（昭和23年）4月 - 学制改革により高槻中学校、高槻高等学校となる
- 1961年（昭和36年）8月 - 校長吉川昇退職、教諭勝山康彦校長事務取扱に就任
- 1962年（昭和37年）7月 - 北村八郎校長に就任
- 1964年（昭和39年）8月 - 教諭松山凌三郎校長に就任
- 1968年（昭和43年）5月 - 同窓会である槻友会が発足
- 1980年（昭和55年）12月 - 高校校舎新築
- 1982年（昭和57年）
  - 2月 - 本館新築
  - 4月 - 教務部長中村幸市校長に就任
- 1984年（昭和59年）8月 - 藤堂記念体育館、武道館（一階生徒食堂）新築
- 1985年（昭和60年）8月 - 体育クラブ部室棟新築
- 1990年（平成2年）10月 - 創立50周年記念式典挙行
- 1992年（平成4年）6月 - 菅沼常生校長に就任
- 2000年（平成12年）
  - 7月 - 中学校舎新築
  - 10月 - 創立60年記念式典挙行
- 2001年（平成13年）- 図書・総合教育センター新設
- 2004年（平成16年）- 高校募集停止、完全中高一貫校化
- 2007年（平成19年）- 運動場を拡張。（隣接する大阪医科大学さわらぎキャンパスの土地が一部譲渡されたことで実現した）
- 2010年（平成22年）
  - 4月 - 岩井一教頭が校長に就任
  - 10月 - 創立70周年記念式典、スクールミッションを制定、校歌を披露
- 2014年（平成26年）4月 - 学校法人大阪医科大学と学校法人高槻高等学校が法人合併し、法人名は「学校法人大阪医科大学」となる[5]
- 2016年（平成28年）4月 - 学校法人大阪医科大学と学校法人大阪薬科大学が法人合併し、法人名は「学校法人大阪医科薬科大学」となる
- 2017年（平成29年）4月
  - 中学1年が男女共学になる[5]
  - 平沢真人聖母被昇天学院中学・高校（現：アサンプション国際中学校・高等学校）元校長が教頭に就任
- 2018年（平成30年）
  - 4月 - 工藤剛副校長が校長に就任
  - 8月 - 図書館、アクティブラーニングコモンズおよび講堂（コナコピアホール）竣工
- 2020年（令和2年）
  - 4月 - 新本館竣工
  - 10月 - 創立80周年記念集会が開かれる
- 2023年（令和5年）3月 - 共学1期生が卒業する

## 教育理念
建学の精神
国家・社会を担う人物の育成
校訓
「真面目に、強く、上品に」
- 初代校長吉川昇による

スクールミッション
“Developing Future Leaders With A Global Mindset”（グローバルマインドをもった次世代リーダーの育成）
- 2010年の創立70周年を機に、建学の精神を進化させ、制定された。

## 教育課程
ミッション実現のため、英語教育改革、国際教育・探究型教育の導入を進めている。
大阪医科薬科大学との高大連携により、「グローバル教育」と「先進的な生命科学系サイエンス教育」を特色ある教育の二軸として標榜している。
学習指導においては伝統的に読書指導、ディベート、読書感想文など、大学受験とは直接関係のない教育にも力を入れており、受験勉強に偏らない学力の養成を重視する一方、高校2年までに中学・高校の課程を修了し高校3年の一年間は大学受験のための演習に費やす他、OBによる講演会や「大学出張講義」といった進路指導イベントを各種開催するなど、受験指導・自らの進路に対する意識付けにも力を注いでいる。

## コース制
「『知・徳・体』の調和のとれた全人教育」という教育理念のもと、それぞれの教育分野に特化した3つのコース制が採られている。大半のカリキュラムは全コースで共通としており、希望する進路によってコースを選択する。

### GL (Global Leader) コース
中学入学時点で全員が所属する。中学3年に進級する際に、GSコース、GAコースのいずれかに移動するか、そのままGLコースに留まるかを選択する。高校2年に進級する際、さらに理系クラスと文系クラスに細分化される。難関国公立・私立大学に進学できる学力を養う。

### GS (Global Science) コース
「先端学力知とグローバルマインドセットを備えた生命科学系リーダーの育成」を掲げている。理数科目の学習に重点が置かれる。スーパーサイエンスハイスクール（文部科学省）の基準に合わせたカリキュラムが設定され、科学に特化した独自の設定科目である「SS課題研究」「SS科学英語」等の内容を履修する。さらに国内や海外の大学・企業と連携し、多様なプログラムを実践している。
中学3年に進級する際に選択できる。コースの特性上、中学3年時より理系クラスのみの編成となる。難関大学の医学部・理系学部に進学できる学力を養う。

### GA (Global Advanced) コース
「医科大学と一体化したアジア圏の人々の健康を支えるグローバルリーダーの育成」を掲げている。グローバルな課題への取り組みを通じ、国際社会で活躍できる次世代リーダーの育成を目指す。スーパーグローバルハイスクール（文部科学省）の基準に合わせたカリキュラムが設定され、本コースが中心となって、大阪医科薬科大学、京都大学グローバルヘルス学際融合ユニット等と連携し、事業を実践する。
GSコースと同じく、中学3年への進級時に選択できる。GLコース同様、高校2年への進級時に理系クラスと文系クラスに分かれる。難関国公立・私立大学に加え、海外の大学への進学も視野に入れたコースとなっている。

## SSH・SGH
2014年に文部科学省のスーパーサイエンスハイスクール (SSH) 事業に、2015年（平成28年）にSGHアソシエイト事業に指定。第2期も指定されたSSHでは大阪府内の私立学校では唯一で、SGHも私立2校のみ指定の一つである。

## 活動
文化祭・体育祭は生徒による選挙によって選任される委員会によって企画・運営がなされ、教師は一切介入しない。クラブの運営予算も、文化系・体育系問わずクラブの代表者が一堂に会しての合議によって配分額が決定される。また一時期制服（後述）を廃止するかどうかが議論となったが、全校生徒による投票が行われた結果存続が決定して現在に至っている。
クラブ活動は盛んであり、中学校ではほぼ全員、高等学校でも8割に上る生徒が何らかのクラブに所属している。特筆すべき実績を上げているクラブとしては、運動部ではアメリカンフットボール部・陸上部・野球部、文化部では将棋部・鉄道研究部・吹奏楽部・囲碁部などが挙げられる。

## クラブ活動
※は男子のみ入部できるクラブ（2023年5月現在）
◎は女子のみ入部できるクラブ（2023年5月現在）

### 体育クラブ（運動系）
- 剣道
- 陸上競技
- 硬式野球（高校） ※
- 硬式テニス
- バレーボール ※
- バドミントン
- バスケットボール ※
- 軟式野球（中学） ※
- ラグビー ※
- ワンダーフォーゲル ※
- サッカー ※
- 卓球 ◎
- アメリカンフットボール ※
- ダンス同好会◎

### 文化クラブ（文化系）
- 囲碁
- 生物
- 電気物理研究
- ESS
- シミュレーション研究
- 化学研究
- 美術
- 軽音楽（高校）※
- 茶道
- 鉄道研究
- 将棋
- 吹奏楽
- 華道

## 象徴
校章
桜井駅跡に因む山桜紋に菊水紋を重ねた意匠で、中学校は「高中」、高等学校は「高」の文字をあしらう。中学校舎の上に掲げられている。2017年度より、英語表記を採用した新たな校章が設定され、従来のものと併用される形で使われている。
スクールカラー
濃い目のブルーであり、提携先の大阪医科薬科大学のスクールカラーと同じである。
制服
いわゆる海軍士官型（ネイビーブルーの詰襟、前合わせ（ホック留めである）・襟・袖が黒の蛇腹リボン装飾で縁どられた上着が特徴）である。2017年度入学生より、制服のデザインが刷新されるとともに、新たに女子用の制服も設定された。
校歌
作詞：有馬朗人 作曲：服部克久
- 校歌は創立以来70年間設定されていなかったが、2010年に創立70周年を記念して制定され、「創立70周年記念式典」で披露された[11]。
- なお、創立以来校歌に準ずるものとして歌われてきた「生徒歌」も別に存在する。

## 入試
中学入試のみである。男子160名・女子110名を募集している。
4教科型・3教科型に加えて英語選択型もある。
A日程の入試で全体の約3分の2を募集する。翌日の合格発表の後、国算理型のみのB日程の入試が行われる。

## 著名な出身者

### 政官界
- 井上智夫 - 国土交通省水管理・国土保全局長、国土交通省近畿地方整備局長
- 神谷武 - 駐アルジェリア特命全権大使、駐パラグアイ特命全権大使
- 辻恵 - 弁護士、衆議院議員（中学校のみ卒業）
- 露木康浩 - 第30代警察庁長官、警察庁次長、警察庁長官官房長、警察庁刑事局長

### 経済界
- 大社啓二 - 北海道日本ハムファイターズオーナー、日本ハム株式会社社長
- 登大遊 - ソフトイーサ株式会社代表取締役会長
- 村田泰隆 - 村田製作所代表取締役会長

### 学界
- 上久保靖彦 - 京都大学大学院医学研究科特定教授（人間健康科学系専攻癌創薬イノベーション研究室）
- 宇都宮裕 - 大阪大学大学院工学研究科教授（材料工学）
- 太田心平 - 人間文化研究機構国立民族学博物館准教授（人類学）
- 大宮寛久 - 京都大学化学研究所教授
- 國部克彦 - 神戸大学大学院経営学研究科教授
- 子安増生 - 京都大学名誉教授（教育学）
- 高橋憲明 - 大阪大学名誉教授（物理学）
- 西島章次 - 神戸大学教授（経済学）
- 三野和雄 - 京都大学名誉教授（マクロ経済学）
- 宮竹貴久 - 岡山大学大学院環境学研究科教授
- 山本登朗 - 関西大学教授（国文学）

### 芸術・芸能・文化
- 城戸紘志 - JUDE所属のドラマー
- 攝津幸彦 - 俳人
- 夏川草介 - 作家、医師
- 博多ヒト志 - 放送作家
- 橋本健午 - 作家

### マスコミ
- 大山武人 - NHKアナウンサー
- 大八木友之 - 毎日放送ニュースキャスター
- 煙山光紀 - ニッポン放送アナウンサー
- 牧内直哉 - フリーアナウンサー（ラジオ局「FMとやま」）

### スポーツ
- 難波昭二郎 - 読売ジャイアンツ・西鉄ライオンズ所属のプロ野球選手

## アクセス
- JR京都線（東海道本線）高槻駅から徒歩約15分
- 阪急京都本線 高槻市駅から徒歩約6分
- 京阪バス/高槻市営バス 松原停留所よりすぐ

## 関連文献
- 高槻高等学校『高槻高等学校50年史』1990年